# Pape Sy
Pape Ousseynou Sy (Loudeac, Côtes-d'Armor, 5 de abril de 1988) es un jugador de baloncesto francés que actualmente pertenece a la plantilla del BCM Gravelines de la Pro A francesa. Con 2,01 metros de estatura puede jugar tanto en la posición de Escolta como en la de Alero. Su familia es originaria de Senegal.

## Trayectoria deportiva

### Inicios
Empezó a jugar a baloncesto en el club de su ciudad, el ESSM Basket de Loudeac. Más tarde jugó en el ES Massy Basket.
Su hermana mayor, Penda Sy, fue también jugadora profesional de baloncesto.

### STB Le Havre
Fichó por el STB Le Havre en 2004, con tan solo 16 años. Los tres primeros años (2004-2005, 2005-2006 y 2006-2007) los pasó en el filial del club. Durante su estancia en Le Havre, fue reclutado por la Universidad de Wyoming. 
Debutó con el primer equipo en la temporada 2007-2008, jugando 5 partidos en liga y 2 de Play-Offs. En liga promedió 1,2 puntos en 4 min por encuentro, y en Play-Offs 5,5 puntos y 1,5 robos de balón en 7 min por encuentro. En la temporada 2008-2009 solo jugó un partido en la Pro A.
En su última temporada con el equipo (2009-2010), jugó 30 partidos en la Pro A, promediando 5,2 puntos, 1,7 rebotes y 1,3 asistencias en 14 min por encuentro.

### Atlanta Hawks
Tras realizar en 2010 un magnífico workout con el conjunto del estado de Georgia, fue seleccionado por Atlanta Hawks en la 53.ª posición del Draft de la NBA de 2010.
Disputó la NBA Summer League de 2010 con los Atlanta Hawks, demostrando su gran capacidad defensiva en los 2 partidos que pudo jugar, ya que tuvo una lesión en el tendón de Aquiles que le impidió jugar más partidos. Promedió 4,5 puntos, 1 rebote y 1 asistencia en 8,2 min por encuentro. En su primer partido en la NBA Summer League contra los Memphis Grizzlies, metió 6 puntos, cogió 2 rebotes y dio 2 asistencia en 11 min jugados. Se perdió todo el training camp por una lesión de espalda.
El 15 de septiembre de 2010, Sy firmó un contrato de tres años con los Hawks, con el primer año garantizado en 473.604 dólares. Su polivalencia y su mejoría en el tiro fueron determinantes para su entrenador en Atlanta, Larry Drew.
Fue el segundo jugador en la historia del STB Le Havre en llegar a la NBA, por detrás de Ian Mahinmi, seleccionado en el Draft de la NBA de 2004 por los San Antonio Spurs. También fue el segundo francés que llegó a la NBA en esa misma temporada, junto con Kevin Seraphin, actual jugador de los New York Knicks y que jugó durante cinco temporadas en los Washington Wizards.

### BCM Gravelines
En agosto de 2011 llegó a un acuerdo con el Gravelines-Dunkerque francés, aunque el contrato incluía una cláusula para volver a la NBA cuando finalizase el lockout.

## Selección nacional
Sy disputó el Campeonato Europeo de Baloncesto Sub-20 de 2009 con la selección de baloncesto de Francia, finalizando en novena posición y promediando 2.0 puntos, 0.6 asistencias, 0.9 rebotes y 10.4 minutos en 8 partidos.

## Estadísticas de su carrera en la NBA

### Temporada regular
| Año     | Equipo  | PJ | PT | MPP | %TC  | %3P  | %TL   | RPP | APP | ROB | TPP | PPP |
| ------- | ------- | -- | -- | --- | ---- | ---- | ----- | --- | --- | --- | --- | --- |
| 2010-11 | Atlanta | 3  | 0  | 7.0 | .333 | .000 | 1.000 | 1.0 | .7  | .3  | -   | 2.3 |
| Total   | Total   | 3  | 0  | 7.0 | .333 | .000 | 1.000 | 1.0 | .7  | .3  | -   | 2.3 |

### Playoffs
| Año   | Equipo  | PJ | PT | MPP | %TC  | %3P  | %TL  | RPP | APP | ROB | TPP | PPP |
| ----- | ------- | -- | -- | --- | ---- | ---- | ---- | --- | --- | --- | --- | --- |
| 2011  | Atlanta | 4  | 0  | 2.8 | .667 | .000 | .500 | .3  | .8  | .3  | -   | 1.5 |
| Total |         | 4  | 0  | 2.8 | .667 | .000 | .500 | .3  | .8  | .3  | -   | 1.5 |